# Ian Hogarth
Ian Hogarth est investisseur et entrepreneur. Il a cofondé Songkick en 2007 et Plural Platform en 2021,. Il préside actuellement le groupe de travail AI Foundation Model Taskforce (« Force d'Intervention des Modèles Fondationnels d'IA »), qui étudie pour le gouvernement du Royaume-Uni les risques de liés à l'intelligence artificielle.

## Éducation
Hogarth fréquente le Dulwich College avant d'étudier l'ingénierie de l'information à l'Université de Cambridge. Il se spécialise ensuite dans l'apprentissage automatique lors de son master,,. Il passe également du temps à l'Université Tsinghua de Pékin, apprenant le chinois mandarin.

## Entrepreneuriat et investissement

### Songkick
Hogarth fonde la startup de musique en live Songkick avec ses amis Michelle You et Pete Smith en 2007.
Hogarth et ses collègues cofondateurs de Songkick sont nommés sur la liste des 30 personnalités de moins de 30 ans du magazine Inc. en 2010. La même année, Hogarth se voit décerner le prix UK Young Music Entrepreneur of the Year (« Jeune entrepreneur en musique de l'année au Royaume-Uni ») par le British Council,. Il a également été nommé l'une des 30 personnalités moins de 30 ans en musique par le magazine Forbes en 2012.
En 2013, Songkick lance Detour, une plateforme de financement participatif pour les concerts.
En juin 2015, Songkick annonce fusionner avec le fournisseur de billets CrowdSurge et un cycle d'investissement de série C de 16,6 millions de dollars. Hogarth devient co-PDG de la société issue du regroupement, aux côtés de Matt Jones, l'ancien PDG de CrowdSurge.

### Silicon Milkroundabout
En 2010, Hogarth et Pete Smith, directeur des opérations de Songkick, fondent Silicon Milkroundabout, un salon de l'emploi pour les startups de haute technologie dans Londres. Selon Hogarth, il est créé en réponse au manque d'intérêt des diplômés envers les start-ups technologiques.

### Plural Platform
Hogarth cofonde Plural Platform en 2021, une société de capital-risque en phase de démarrage. Il investit dans plus de 40 start-ups,.

## Intelligence artificielle
Hogarth coécrit le rapport sur l'état de l'IA depuis 2018 avec Nathan Benaich. Il écrit aussi un article de blog intitulé AI Nationalism sur l’essor de l’apprentissage automatique qui influence un nouveau type de géopolitique.

### AI Foundation Model Taskforce
Le 18 juin 2023, Hogarth est annoncé comme président du groupe de travail Foundation Model Taskforce, un organisme gouvernemental du Royaume-Uni. Cette organisation est en lien avec le premier ministre et le ministre de la technologie, et dispose d'un budget de 100 millions de livres.